# Seznam ameriških igralcev ameriškega nogometa
Seznam ameriških igralec ameriškega nogometa.

## A
- Karim Abdul-Jabbar
- Kevin Adkisson
- Mike Archie

## B
- Marion Barber III.
- Ricky Bell

## C
- Matt Cavanaugh
- Steve Craig

## D
- David Bergeron
- David Givens
- Fred Dryer
- Adam Dunn

## F
- John Frank

## G
- Richard Grieco

## H
- Terry Hanratty
- Tommie Harris
- Harry Galbreath
- Sam Havrilak
- Ken Herock
- Harold Hoag

## J
- Omar Jacobs

## K
- Ken Karcher
- Adam Kieft
- Nikita Koloff

## L
- Jim Lash
- Leonard Davis
- Brock Lesnar
- Granville Liggins
- Bob LongAl Lucas

## M
- Jack Maitland
- Bill Malinchak
- Bobby Martin
- Tom Matte
- Blackjack Mulligan

## N
- Don Nottingham

## O
- Ed O'Neill

## P
- Vito Parilli
- Alvin Pearman
- Rodney Peete

## R
- Burt Reynolds
- Ryan Hoag

## S
- Richard Seigler
- Adam Snyder
- Art Still
- Troy Stradford

## T
Adam Terry - Gene Thomas - 

## W
- Ben Watson
- Erik Watts
- Wes Welker
- Vince Wilfork
- Steve Williams

## Z
- Scott Zolak